# Киселёв, Александр Федотович
Александр Федотович Киселёв (род. 12 октября 1947 года, Москва, СССР) — советский и российский историк, академик Российской академии образования (РАО), состоит в Отделении общего среднего образования, доктор исторических наук, профессор.

## Биография
Родился в семье рабочего железнодорожника.
В 1966—1968 годах служил срочную службу в Советской армии. Службу проходил в спортивной роте.
В 1974 году окончил Московский государственный педагогический институт им. В. И. Ленина (МГПИ) по специальности «учитель истории и обществоведения». Позднее защитил в родном вузе в 1979 году кандидатскую диссертацию на тему «Народный комиссариат труда и профессиональные профсоюзы в первые годы советской власти (октябрь 1917 — лето 1918)» и докторскую на тему «Профсоюзы и Советское государство (дискуссии 1917—1920-е гг.)».
- 1974—1980 — ассистент, аспирант, старший преподаватель, доцент МГПИ.
- 1980—1982 — консультант Монгольского государственного педагогического института (Улан-Батор).
- 1982—1989 — доцент, декан исторического факультета МГПИ.
- 1989—1992 — докторант.
- 1992—1998 — проректор, первый проректор Московского педагогического государственного университета.
- 1998—2004 — первый заместитель министра образования Российской Федерации (до 1999 — Министерство общего и профессионального образования).
- С апреля 2002 года по 2004 год член коллегии Государственного комитета РФ по физической культуре, спорту и туризму.
- С 2004 по 2013 год — генеральный директор издательства «Дрофа»[1].

Преподаёт в МПГУ (руководитель докторантов) на кафедре новейшей отечественной истории Института истории и политики. Возглавляет комитет по учебной литературе и образовательным вопросам Российского книжного союза.
Председатель Попечительского совета Московского педагогического государственного университета (МПГУ). Член редакционного совета журнала «Высшее образование сегодня».
Заслуженный деятель науки Республики Саха (Якутия).
Автор около 200 научных публикаций, в том числе четырёх монографий, книг по философии и публицистических статей, двухтомника по истории России XX века для высшей школы, учебников истории для вузов и общеобразовательных школ. Автор исторических исследований по проблемам пореволюционного периода, русского зарубежья, истории отечественной мысли XIX — первой половины XX века. Результаты научных работ опубликованы более чем в 300 книгах и статьях в России и за рубежом.
Был вице-президентом и членом Правления палаты «Книга» Российского книжного союза. Член Попечительского совета и советник председателя правления Межрегионального общественного фонда «Центр развития межличностных коммуникаций».
Член Союза писателей России.
Мастер спорта по академической гребле.
Жена — Киселёва Валерия Ивановна; сын Кирилл.

## Награды и премии
- Медаль «За доблестный труд в ознаменование 100-летия со дня рождения В. И. Ленина»
- Орден «За заслуги» Республики Ингушетия
- Лауреат общенациональной Горьковской литературной премии в номинации «По Руси» (историческая публицистика, краеведение) за книгу «Увидеть Россию заново» (2011)[6].
- Лауреат литературно-общественной премии «За верность отечественной литературе» имени великого русского писателя и поэта, лауреата нобелевской премии Ивана Алексеевича Бунина с вручением медали «И. А. Бунин (1870—1953» Московской городской организации Союза писателей России (2022)
- Медаль «70 лет Московской городской организации Союза писателей России»

## Книги, учебники
- С. И. Дегтев, М. С. Зинич, А. Ф. Киселев и др. «Флагман станкостроения: Страницы истории завода „Красный пролетарий имени А. И. Ефремова“» — Москва: Московский рабочий, 1986. — 364 с.: ил.
- Киселёв А. Ф. Профсоюзы и советское государство: дискуссии 1917—1920 годов. — М.: Прометей, 1991. — 244 с. (Переиздана в 2000 году на английском языке в США[2]).
- «The Trade Unions and the Soviet State, The Discourse, 1917-1920» A.F. Kiselev. , Translated and Edited by: Vincent E. Hammond, Cincinnati, OH: Thomson Learning Custom Publishing 2001. — xii, 417 p ASIN : B000LL7LEQ  Publisher:  Thomson Learning (January 1, 2001) Item Weight  :  2 pounds  ISBN: 0-759-30181-6
- «The Trade Unions in the Russian Revolution and Civil War» A.F. Kiselev. Translated: Vincent E. Hammond, 1999, 56 p ISBN: 0-8281-1446-3
- Киселёв А. Ф., Савельев А. Я., Сазонов Б. А. Образовательный потенциал России: состояние и развитие. — М.: МГУП, 2004. — 132 с. ISBN 5-8122-0685-6.
- Киселёв А. Ф. Страна грёз Георгия Федотова: Размышления о России и революции. — М.: Логос, 2004. — 322 с. — ISBN 5-94010-335-9.
- Киселёв А. Ф. Кафедра. Профессорские розы. — М.: Логос, 2006. — 352 с. — ISBN 5-98704-043-4. (Мемуары) (Второе издание книги вышло в 2023 г.).
- Киселёв А. Ф. Иван Ильин и его поющее сердце. — М.: Логос, 2006. — 270 с., илл. — ISBN 5-98704-114-7.
- Киселев А. Ф., Попов В. П. История России. XX — начало XXI века. 9-й класс. Учебник для общеобразовательных учреждений. — М.: Дрофа, 2007. — 318 с., ISBN 978-5-358-01240-0 (переиздавался в 2008, 2011, 2013 и 2014 гг.)
- Киселев А. Ф., Попов В. П. История России с древнейших времен до XVI века. 6 класс. Учебник для общеобразовательных учреждений. — М.: Дрофа, 2008. — 254 с. ISBN 978-5-358-02765-7 (переиздавался в 2011 г.).
- Киселев А. Ф., Попов В. П. История России. XVII—XVIII века. 7 класс. Учебник для общеобразовательных учреждений. — М.: Дрофа, 2009. — 237 с. ISBN 978-5-358-04522-4 (переиздавался в 2011, 2014 гг.)
- Киселёв А. Ф. Увидеть Россию заново. — М.: Дрофа, 2010. — 191, 139 с. — ISBN 978-5-358-07447-7.
- Киселев А. Ф., Попов В. П. История России. XIX век. 8 класс. Учебник. — М.: Дрофа, 2010. — 208 с. (переиздавался в 2013—2015 гг.).
- Киселёв А. Ф. С верой в Россию. Духовные искания Федора Степуна. — М.: Дрофа, 2011. — 364 с. ISBN 978-5-358-09672-1.
- Киселев А. Ф., Попов В. П. История России с древнейших времен до XVI века. 6 класс. Учебник для общеобразовательных учреждений. — М.: Дрофа, 2012. — 254 с. ISBN 978-5-358-09549-6 (переиздан в 2014 г.)
- Киселёв А. Ф. У всякого народа есть родина, но только у нас — Россия. — М.: Логос, 2019. — 354 с. ISBN 978-5-98704-849-8. Ссылка на книгу
- Киселёв А. Ф., Лубков А. В. Человек в зеркале столетий. Поиски идеалов личности от Античности до наших дней. — М.: Вече, 2020. — 320 с. ISBN 978-5-4484-2038-2
- Киселёв А. Ф., Лубков А. В. Русь: от язычества к православной государственности. — М.: Вече, 2022, — 464 с. ISBN 978-5-4484-3284-2
- Киселев А. Ф. Мы верим в наше призвание. — М.: МПГУ, 2022. — 125 с. ISBN 978-5-4263-1139-8
- А. Ф. Киселев, А. В. Лубков «Национальная идея в историческом бытии России» — М.: Вече, 2024—640 с.: ил ISBN 978-5-4484-5088-4